# Jan Mandijn

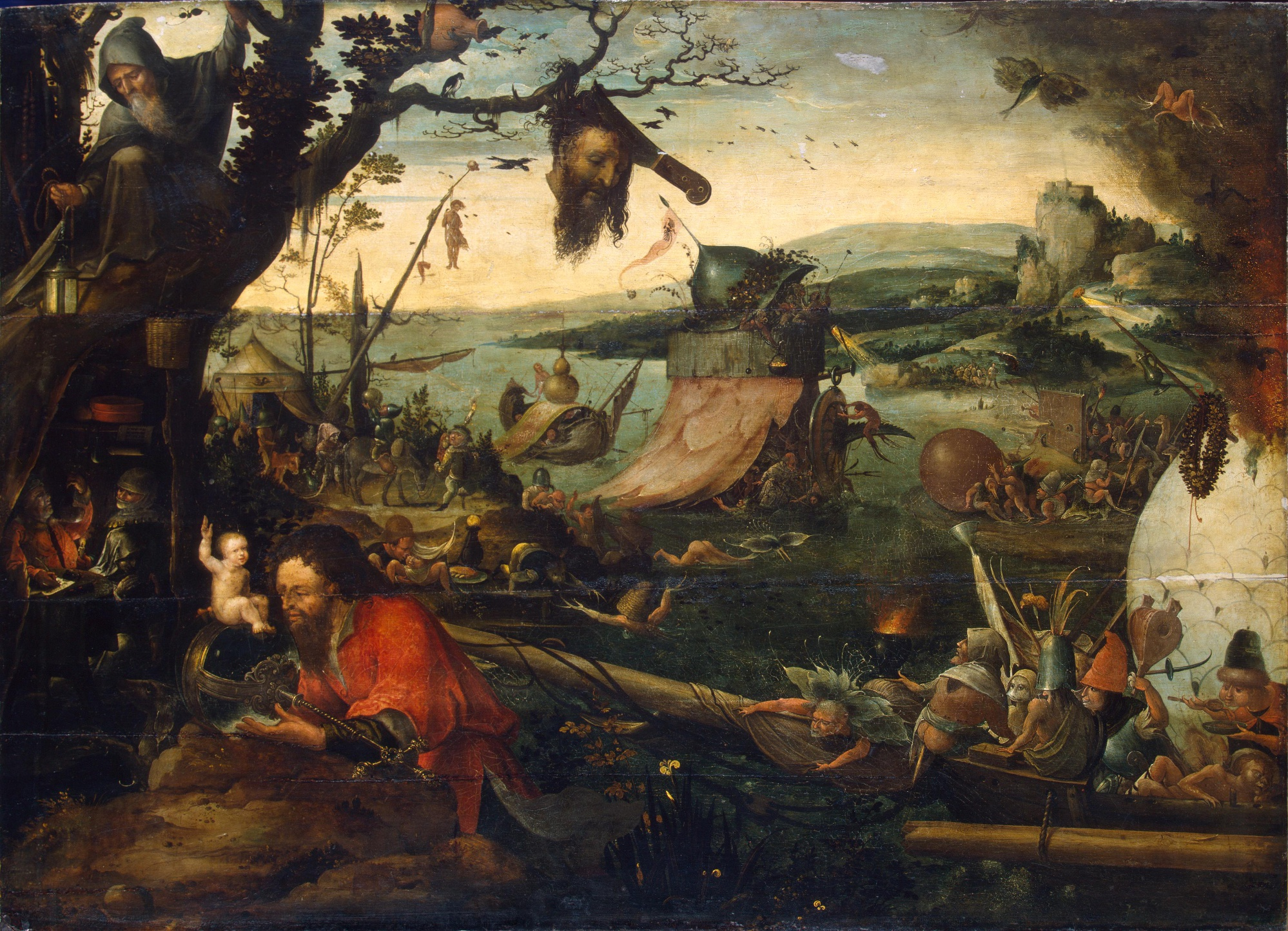
San Cristóbal, óleo sobre lienzo, San Petersburgo, Museo del Hermitage.

Jan Mandijn o Mandyn (Haarlem, c. 1500 – Amberes, c. 1560) fue un pintor holandés activo principalmente en Amberes (Flandes) especializado en cuadros con escenas fantásticas y grotescas al modo de El Bosco.

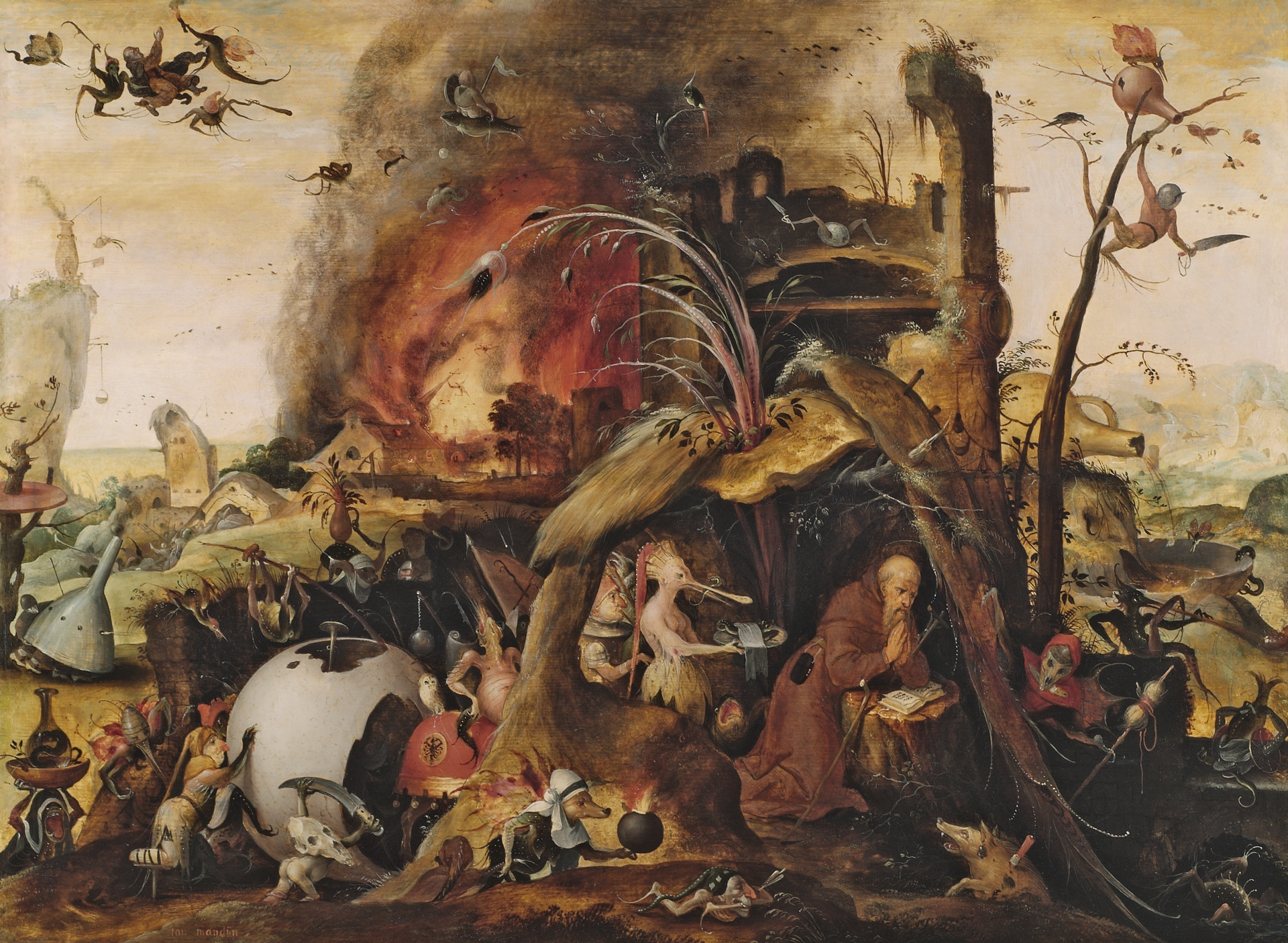
La tentación de san Antonio, ca. 1535, Museo Frans Hals en Haarlem.

## Biografía
Poco se sabe de su vida; algunas fuentes precisan que nació en 1502 pero comúnmente su nacimiento se data hacia 1500. 
Se estableció en Amberes en 1530 donde convivió por un tiempo con Pieter Aertsen. Registrado en el gremio de San Lucas entre 1530 y 1557, pronto se hizo famoso por sus escenas bizarras recreando las del Bosco, al igual que otro seguidor de este maestro: Pieter Huys. Uno de sus temas predilectos era el de Las tentaciones de san Antonio, que permitía incluir figuras diabólicas.
En 1549 colaboró en la decoración de los arcos triunfales levantados con motivo de la visita de Felipe II a Amberes. Tuvo dos discípulos luego famosos como artistas independientes: Gillis Mostaert y Bartholomeus Spranger.

## Obras

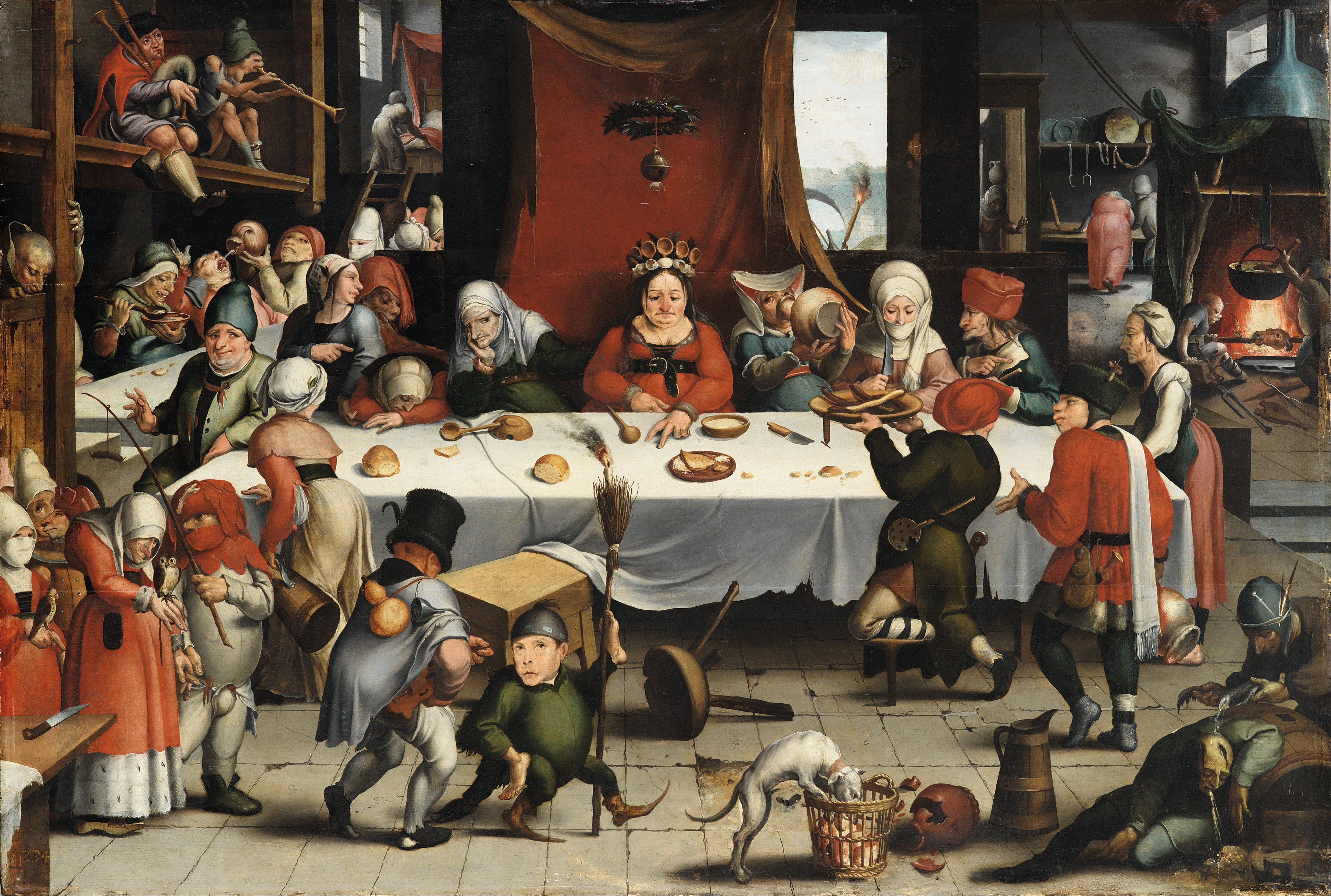
Festín burlesco, Museo de Bellas Artes de Bilbao. Atribución rechazada en RKD donde la tabla está considerada como obra de Frans Verbeeck.

- San Cristóbal, San Petersburgo, Museo del Hermitage
- La tentación de san Antonio, ca. 1535, Museo Frans Hals, Haarlem[3]